# Max Scherzer
Maxwell M. Scherzer (ur. 27 lipca 1984) – amerykański baseballista występujący na pozycji miotacza w Texas Rangers.

## Przebieg kariery
Scherzer po ukończeniu szkoły średniej został wybrany w 2003 roku w 43. rundzie draftu przez St. Louis Cardinals, jednak nie podpisał kontraktu, gdyż zdecydował się podjąć studia na University of Missouri, gdzie w latach 2004–2006 grał w drużynie uniwersyteckiej Missouri Tigers. W 2006 ponownie przystąpił do draftu, w którym został wybrany w pierwszej rundzie z numerem jedenastym przez Arizona Diamondbacks. W Major League Baseball zadebiutował 29 kwietnia 2009 w meczu przeciwko Houston Astros. W grudniu 2009 w ramach wymiany zawodników przeszedł do Detroit Tigers.
W 2013 po raz pierwszy w karierze wystąpił w All-Star Game. 24 sierpnia 2013 zaliczając zwycięstwo w spotkaniu z New York Mets, został trzecim miotaczem w historii MLB, który osiągnął bilans W-L 19–1; wcześniej dokonali tego Rube Marquard w 1912 i Roger Clemens w 2001 roku. W sumie zaliczył 21 zwycięstw (1. wynik w MLB), miał najlepszy w American League wskaźnik WHIP (0,970), zaliczył 240 strikeoutów (2. wynik w AL) i jako czwarty miotacz w historii klubu otrzymał nagrodę Cy Young Award.
12 czerwca 2014 w meczu z Chicago White Sox zaliczył pierwszy w MLB complete game shutout. W sezonie 2014 wraz z Coreyem Kluberem i Jeredem Weaverem zanotował najwięcej zwycięstw w American League (18).
21 stycznia 2015 podpisał siedmioletni kontrakt wart 210 milionów dolarów z Washington Nationals. 20 czerwca 2015 w meczu przeciwko Pittsburgh Pirates zaliczył no-hittera, zaś sześć dni później w spotkaniu z Philadelphia Phillies zanotował 100. zwycięstwo w MLB. 3 października 2015 w meczu z New York Mets na Citi Field został szóstym miotaczem w historii MLB, który zanotował drugiego no-hittera w tym samym sezonie.
11 maja 2016 w spotkaniu z Detroit Tigers rozegranym na Nationals Park wyrównał rekord MLB zaliczając 20 strikeoutów w regularnym 9-zmianowym meczu. Wcześniej dokonali tego Roger Clemens (dwukrotnie w 1986 i 1996), Kerry Woods (1998) oraz Randy Johnson (2001). W sezonie 2016 zaliczył najwięcej strikeoutów w MLB (234), zanotował bilans 20–7 i po raz drugi w swojej karierze otrzymał Cy Young Award. Scherzer został szóstym miotaczem w historii MLB, który otrzymał tę nagrodę w obydwu ligach.
14 maja 2017 w meczu z Philadelphia Phillies zanotował drugi w historii klubu immaculate inning. 11 czerwca 2017 w spotkaniu z Texas Rangers został trzecim najszybszym miotaczem w historii MLB (po Pedro Martínezie i Randym Johnsonie), który osiągnął pułap 2000 strikeoutów. Dokonał tego narzucając w 1784 zmianach. 1 sierpnia 2017 w meczu przeciwko Miami Marlins zdobył swojego pierwszego home runa w MLB.
30 lipca 2021 w ramach wymiany zawodników przeszedł do Los Angeles Dodgers. 12 września 2021 w meczu rozegranym na Dodger Stadium, gdzie przeciwnikiem drużyny z Los Angeles był zespół San Diego Padres, Scherzer został dziewiętnastym miotaczem w historii MLB, który osiągnął pułap 3000 strikeoutów w karierze. 1 grudnia 2021 został zawodnikiem New York Mets

## Nagrody i wyróżnienia
| Nagroda/wyróżnienie | Lata                                           | Źródło             |
| 8× All-Star         | 2013, 2014, 2015, 2016, 2017, 2018, 2019, 2021 | [ 3 ] [ 5 ]        |
| 3× Cy Young Award   | 2013, 2016, 2017                               | [ 3 ] [ 7 ] [ 14 ] |